# Suryoye
Suryoye (ܣܘܪܝܝܐ, Suryoye, enkelvoud Suryoyo) zijn een bevolkingsgroep uit het zuidoosten van Turkije, Syrië, Libanon en Irak. Ze spreken het Syrisch, een dialect van het Aramees, ooit de handelstaal van het gehele Midden-Oosten. De Suryoye zijn een overwegend christelijk volk en behoren tot verschillende Syrische kerken.
De term Suryoyo is de onvertaalde zelfduiding in het Syrisch van het woord Syriër, in de betekenis van Aramese signatuur. Het Nederlandse woord ‘Syrisch’ betreft dus, enigszins verwarrend, twee onderscheiden zaken: de ene, het – christelijk-Aramese – geestelijk erfgoed dat verder reikt dan het land Syrië. Het woord Suryoyo wordt ook wel als synoniem gebruikt met Arameeërs of Assyriërs. Verwarring begon te ontstaan na de oprichting van de moderne Arabische staat Syrië (1946). Tot de oprichting van de moderne Arabische staat Syrië in 1946 was de term Syriërs louter bestemd voor Arameeërs.
Met "Suryoyo" kan tevens de Syrische taal worden bedoeld.
Het volk zelf is verwikkeld in een zeker naamconflict.

## De geschiedenis van de Suryoye
Het Nederlandse woord "Syriërs" wordt gebruikt voor twee verschillende begrippen. Het oudste is de overwegend christelijke bevolkingsgroep die verder reikt dan het land Syrië. De nieuwere betekenis ontstond met de stichting van de Republiek Syrië. Het Nederlandse woord Syrisch heeft zowel betrekking op alle inwoners van Syrië als op de Syrisch-Aramese en Assyrische christenen. De Arameeërs die zich bekeerden tot het christendom begonnen vanaf de 5e eeuw de Griekse term Syros over te nemen. Hiermee deden ze afstand van de Aramese benaming die hen in verband bracht met de "heidense" gebruiken van hun voorouders.
Waar het woord "Suryoyo" precies van is afgeleid is niet met zekerheid te zeggen. In kronieken van historici als Josephus Flavius en Michaël de Grote staat het woord synoniem met de term "Arameeërs".
Van de vierde tot de zevende eeuw kenden de Syrische kerkgemeenschappen een bloeiperiode. Er was grote literaire productiviteit en er werd aan missiewerk gedaan. Vanaf de zevende eeuw nam het tijdperk van de islamisering en de arabisering een aanvang. Eind veertiende, begin vijftiende eeuw waren de christenen in het Nabije Oosten slachtoffer van Timoer Lenk.
In de negentiende eeuw troffen westerse missionarissen de Suryoyo-gemeenschap geïsoleerd aan. De clerus en het volk bleek nu, in vergelijking met het intussen ontwikkelde Westen, ongeschoold en de infrastructuur was vrijwel niet-bestaand.
De Armeense genocide vanaf 1915 in Oost-Turkije trof ook de Suryoye. In de regio Tur Abdin werd 70% van de bevolking op systematische wijze uitgemoord. Velen ontvluchtten Turkije en vestigden zich in omringende landen als Syrië, Irak en Libanon. De zetel van de Syrisch Orthodoxe Patriarch werd verplaatst van Mardin naar Damascus.

## Religie van de Suryoye
De overwegend christelijke Suryoye behoren tot een van de volgende oosterse kerken:
- de Syrisch-Orthodoxe Kerk van Antiochië
- de Syrisch-Katholieke Kerk (met Kerk van Rome verbonden)
- de Syrisch Maronitische Kerk (met Kerk van Rome verbonden)
- de Oost-Syrische Kerk (Nestorianen)
- de Chaldeeuwse Kerk (met Kerk van Rome verbonden)
- de Melkitische Grieks-Katholieke Kerk (met Kerk van Rome verbonden)

In Nederland gaat het om 11 Syrisch-Orthodoxe parochies en één klooster, daarnaast is er ook één parochie van de Syrisch-Katholieke kerk in Nederland gevestigd.

## Taal
De Suryoye spreken het Syrisch, een dialect van het Aramees. Het Syrisch-Aramees heeft zich ontwikkeld in het begin van de christelijke jaartelling en werd gesproken in Edessa (het huidige Şanlıurfa, Turkije). Er wordt verondersteld dat Jezus ook het Aramees sprak. De Suryoye spreken echter een dialect hiervan, namelijk het Turoyo.
Het is de liturgische taal van onder andere de Syrisch-Orthodoxe Kerk van Antiochië, de Nestoriaanse Oost-Syrische Kerk, de Maronitisch-Katholieke Kerk en de geünieerde Syrisch-Katholieke Kerk.

## Huidige situatie
De Suryoye hebben officieel geen land maar hebben zich in de twintigste eeuw verspreid over de hele wereld. Velen zijn de afgelopen eeuw geëmigreerd. Vluchtelingen hebben zich gevestigd in West-Europa, Noord-Amerika, Nieuw-Zeeland, Libanon, Armenië, Georgië, het zuiden van Rusland, Israël, Azerbeidzjan en Jordanië.
In Nederland gaat het om ongeveer 30.000 Suryoye, van wie de integratie goed verloopt. Het overgrote deel woont in Twente, maar ook wonen er Suryoye in Amsterdam en omstreken.